# Marcus Porcius Cato (III)
Marcus Porcius Cato (III) was de enige zoon van Marcus Porcius Cato (I). Er is zeer weinig bekend over deze telg van de gens Porcia. Na een ambtstermijn als aedilis curulis en praetor vertrok hij in de hoedanigheid van propraetor richting de provincia Gallia Narbonensis. Enige tijd na zijn aankomst kwam hij echter te overlijden.
Het is onbekend of hij kinderen had. 